# Michel Sumpf
Pour les articles homonymes, voir Sumpf.
Michel Sumpf dit Michel Zumpf est un réalisateur et plasticien français né le 1er mars 1957 à Saint-Lô.

## Biographie
Michel Zumpf est le fils d'un père linguiste qui a participé à l'aventure de l'université de Vincennes.
Il se destine d'abord à la philosophie, s'intéresse un temps à la publicité, puis devient une figure mondaine entre Paris et New York avant de s'essayer deux ans à la profession de pêcheur en Irlande .
Il se lance dans une carrière artistique, sous l'égide de ses amis Joseph Kosuth, figure de l'art conceptuel, et de Raymond Hains, membre fondateur du Nouveau réalisme. 
Son activité est plurielle (photographie, vidéo, installations, livres d’artiste, films) et il réalise son premier film Le Géographe manuel en 1994. Après avoir réalisé une série de pellicules comprenant vingt-quatre expositions chacune, Zumpf ajoute à chaque rouleau un titre, un sous-titre et des intertitres. Il montrae ensuite ces séquences à plusieurs chefs opérateurs, leur demandant de transposer son dispositif au cinéma. Dix-sept personnes, dont Raoul Coutard, William Lubtchansky, Renato Berta ou Mário Barroso, répondirent à l'invitation, chaque opérateur étant équipé de la même caméra 35 mm et du même objectif. Ignorant toute articulation narrative, Le Géographe manuel, est l'assemblage des dix-sept bobines , imposant à son film la logique du rouleau photographique ou du cadavre-exquis.
En 2018, il réalise le long métrage Carte de visite, avec Virgile Ancely et Jean-François Balmer, en hommage au poète Max Jacob. Il est présenté en première mondiale en juillet 2019 au 30e Festival international de cinéma de Marseille.
Socrate, pour prendre congé met au jour une œuvre méconnue d’Erik Satie pour chant et piano, composée en 1918. 
Son film Pan to mime, sorti en 2024, réunit à la fois Audrey Bonnet, François Morel, Jean-François Balmer et France Cartigny, Maxence Tual.
Travaillant aussi bien en numérique qu'en pellicule, ses films sont des objets d'art, mêlant fiction et documentaire. Son travail photographique fait aujourd’hui partie des collections de la Maison européenne de la photographie et du Fonds national d’art contemporain, quant au Géographe manuel, il est dans la collection permanent du Centre Pompidou.

## Filmographie
- 1994 : Le Géographe manuel
- 1996 : Vingt vins
- 2004 : Vêtement d'image
- 2016 : Onde Quichotte à Chaillot[6]
- 2017 : Socrate, pour prendre congé[7]
- 2019 : Carte de visite
- 2021 : Œil oignon[8]
- 2024 : Pan to mime[9]

## Publications
- L’Art de vérifier les dates, Gand, Éditions Imshot, 1992[10]

- Many Happy Returns, Paris, One Star Press, 2001